# Blaukopf-Torpedobarsch
Der Blaukopf-Torpedobarsch (Malacanthus latovittatus) ist eine marine Fischart aus der Familie der Torpedobarsche. Sie kommt im Indopazifik vor und ist unter mehreren englischen Trivialnamen bekannt, unter anderem blue blanquillo, banded blanquillo, striped blanquillo, false whiting und sand tilefish.

## Beschreibung

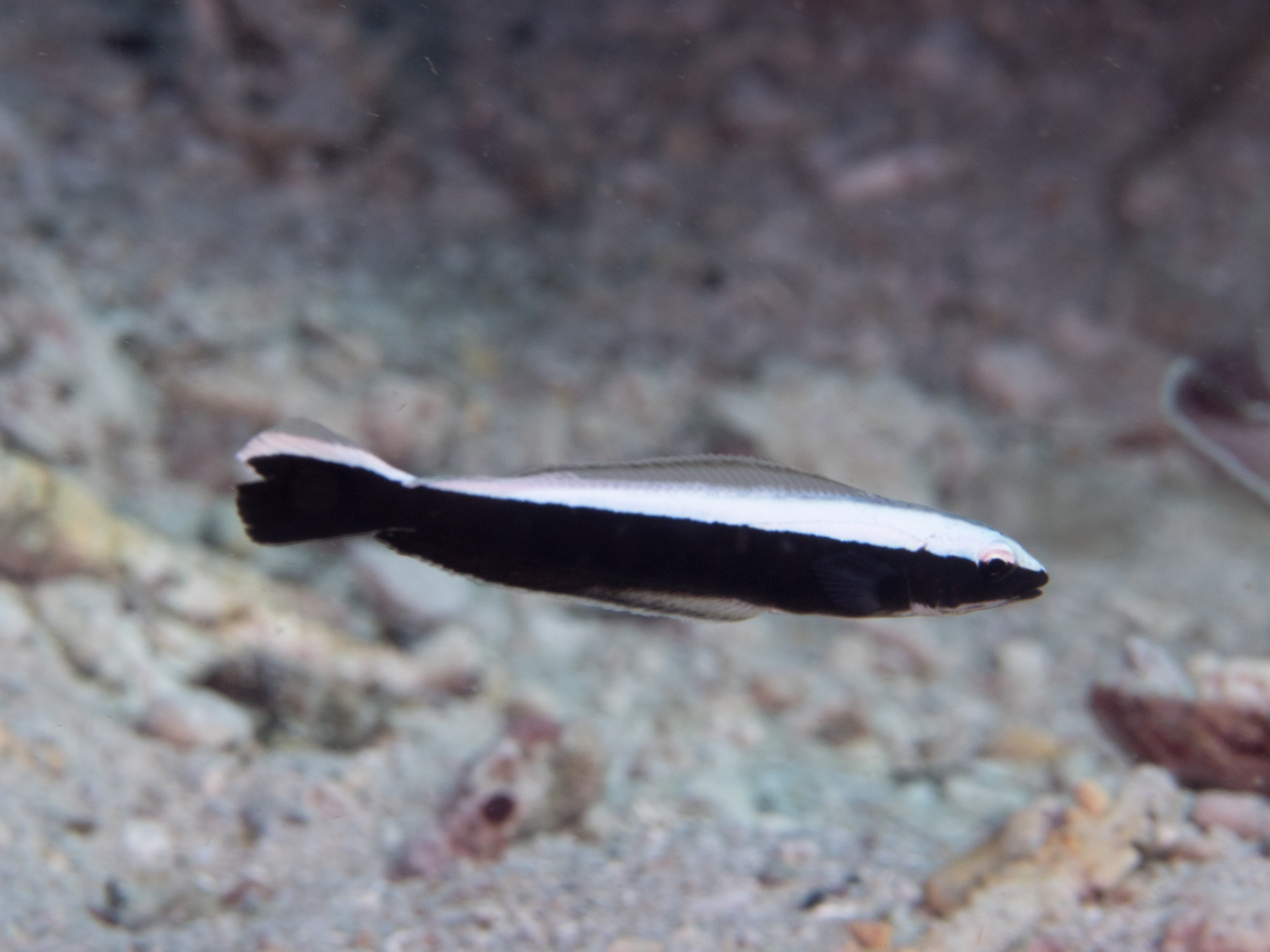
Blaukopf-Torpedobarsch, Jungfisch

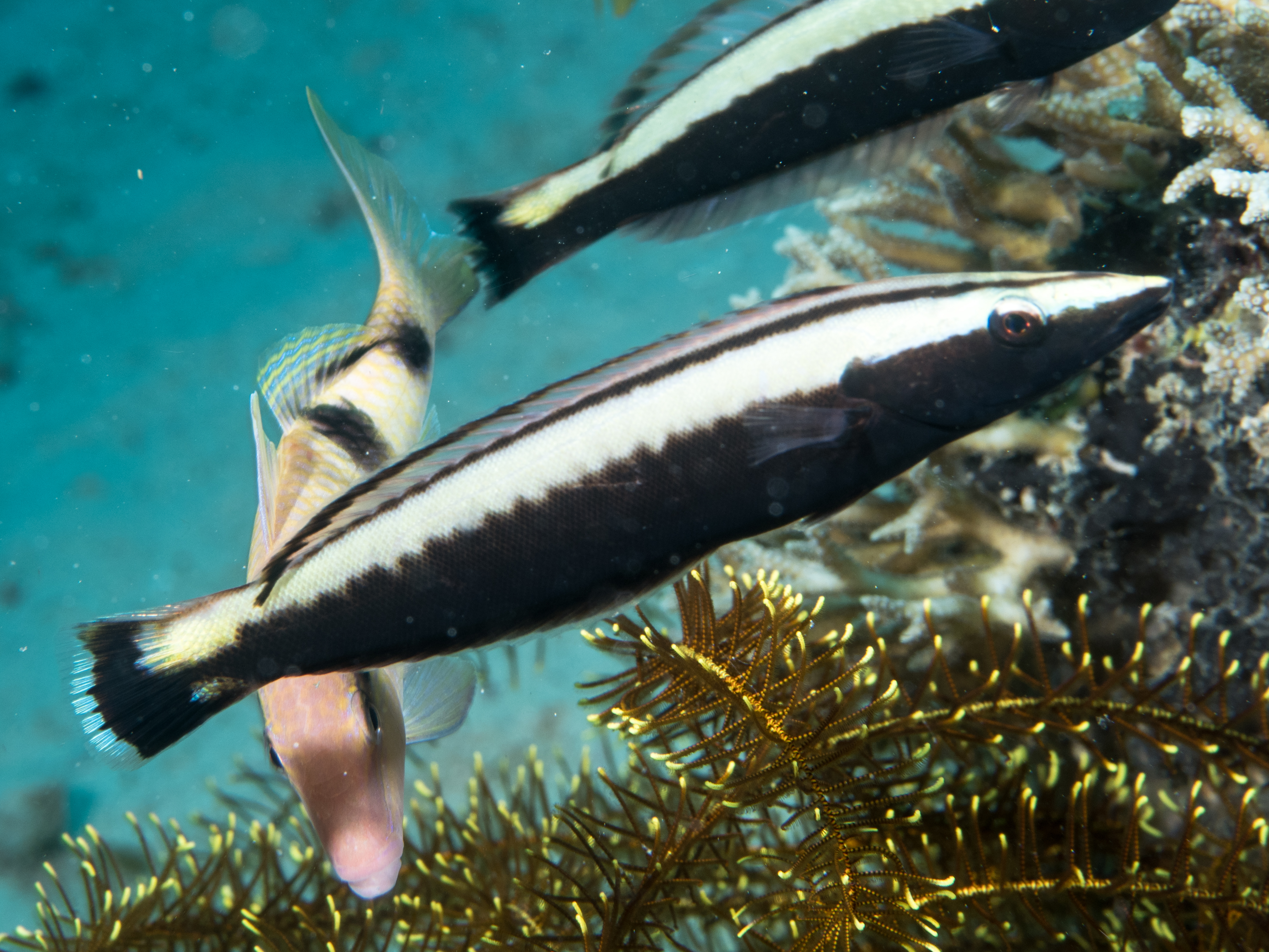
Hologymnosus annulatus, Jungfische

Blaukopf-Torpedobarsche zeigen einen lang gestreckten Körper mit einer spitzen Schnauze, das Maul reicht bis zum vorderen Nasenloch. Der Rand des Vordeckels ist glatt, der Kiemendeckel hat einen scharfen Dorn, welcher der Größe der Pupille entspricht. Der Kopf und der untere Abschnitt des Körpers sind blau, diese Farbe verblasst nach posterior. Ein breiter schwarzer Seitenstreifen beginnt an der Basis der Brustflossen bei adulten Tieren und bei Juvenilen an der Schnauze. Ausgewachsene Tiere haben ein feines Gittermuster auf dem oberen Rücken mit einer weißen Fläche in der Mitte der Hinterkante der Rückenflosse. Eine blasse Linie imponiert entlang der oberen Kante der gräulichen Rückenflosse, die Afterflosse und die Bauchflossen sind weiß. Die Brustflossen sind bläulich. Die Rückenflosse der Art besitzt 3–4 Hartstrahlen und 43–47 Weichstrahlen. Die Analflosse weist einen Hartstrahl und 37–40 Weichstrahlen auf. Die Fische wachsen bis zu einer maximalen Gesamtlänge von 45 cm, wobei 35 cm Standardlänge ein häufigeres Maß darstellen. Die Juvenilen von M. latovittatus ähneln den Jungtieren der Lippfischart Hologymnosus annulatus.

## Verbreitung
Malacanthus latovittatus ist im Indopazifik verbreitet. Die Art wird im Roten Meer und entlang der östlichen afrikanischen Küsten gefunden, weiters im Indischen Ozean und im Pazifik bis hin zu den Hawaiianischen Inseln, Tabuaeran und Samoa. Das Verbreitungsgebiet reicht im Norden bis Japan und südwärts bis nach Australien. In australischen Gewässern reicht die Verbreitung von Dirk Hartog Island in Western Australia bis zum Ashmore-Riff in der Timorsee, sowie vom Great Barrier Reef vor Queensland bis in den Süden vor den Seal Rocks von New South Wales. Die Fische werden auch vor den Kokosinseln und der Weihnachtsinsel gefunden.

## Lebensraum und Verhalten
Die Blaukopf-Torpedobarsche sind in Tiefen von 4–65 m an den Außenkanten von Riffen aufzufinden. Die Art wurde auch in Brackwasser des Goldie Rivers in Papua-Neuguinea nachgewiesen. Die Fische leben als Einzelgänger oder in Paaren. Es ist kein Putzerverhalten nachgewiesen, möglicherweise hat die Art eine Mimikry als Nachahmung von Putzerlippfischen zum Schutz vor Räubern. Üblich ist das Schwimmen weit oberhalb des Bodensubstrats, von welchem Beute, die mit dem hervorragenden Sehsinn der Tiere ausgemacht wurde, aufgenommen wird. Die Vermehrung findet nur innerhalb von monogamen Paaren statt. Die Tiere leben in aus Sand und Geröll selbst gebauten Bauen sowie in deren Umfeld. Es ist eine misstrauische Art, die in Angesicht von Gefahren eher wegschwimmt als sich im eigenen Bau zu verstecken.
Die hauptsächliche Nahrung wird von benthischen wirbellosen Tieren oder auch Zooplankton gebildet. Die Art nimmt Krebstiere, Weichtiere, Würmer, Seeigel und kleine Fische als Futter auf.

## Systematik
Malacanthus latovittatus wurde im Jahr 1801 als Labrus latovittatus vom französischen Zoologen Bernard Germain Lacépède erstbeschrieben. Der Artenname setzt sich zusammen aus dem Lateinischen latus für „breit“ und vittatus für „gestreift“, ein klarer Hinweis auf den schwarzen Seitenstreifen.
Der aktuell gültige Gattungsname Malacanthus kommt aus dem Griechischen: Mala für „viele“ und Akantha für „Dorn“.

## Menschliche Nutzung
Blaukopf-Torpedobarsche werden vom Menschen genutzt. Den Tieren wird beim Speerfischen, mit Angeln und Fischfallen nachgestellt. Sie tauchen auf Fischmärkten im Verbreitungsgebiet auf, wenngleich nicht regelmäßig, und werden frisch oder gesalzen verkauft. Die Art ist selten im Aquaristik-Handel.